# Emo Bonifazi
Emo Bonifazi (Pienza, 25 dicembre 1925 – Siena, 18 marzo 2013) è stato un politico e partigiano italiano.

## Biografia
Conseguì il diploma magistrale e la maturità classica, nel 1942 si iscrisse al Partito Comunista Italiano, poi fu partigiano combattente durante la Resistenza, prima nella formazione "Mencattelli" e poi nella brigata "Spartaco Lavagnini". Nel 1948 fu arrestato per la partecipazione alle manifestazioni dopo l'attentato a Palmiro Togliatti, venne comunque prosciolto senza alcuna imputazione e senza processo.
Nel PCI è membro del Comitato direttivo federale delle Federazioni di Siena e di Grosseto, membro del Comitato regionale toscano e del Comitato direttivo, segretario della Federazione di Grosseto dal 1954 al 1961; è inoltre consigliere comunale a Siena e a Grosseto. È inoltre dirigente nazionale dell'Alleanza contadini.
Nel 1968 viene eletto Deputato della Repubblica Italiana, carica che ricopre per tre legislature consecutive, fino al 1979. Un anno più tardi diventa consigliere regionale in Toscana e viene anche nominato assessore all'Agricoltura, fino 1985. In tale anno viene rieletto in consiglio regionale, dove rimane fino al 1990. Dopo la svolta della Bolognina aderì al Partito Democratico della Sinistra.
È morto a Siena il 18 marzo 2013 all'età di 87 anni.